# Winamac
Winamac település az Amerikai Egyesült Államok Indiana államában, Pulaski megyében, melynek megyeszékhelye is. Lakosainak száma 2318 fő (2020. április 1.).

## Népesség
A település népességének változása:

| 2010 | 2 490 |
| 2020 | 2 318 |